# Romain Roussel
Pour les articles homonymes, voir Roussel.
Romain Roussel , né le 1er mars 1898 au Teil en Ardèche et mort le 22 août 1973 à Paris, est un écrivain français, lauréat du prix Interallié en 1937.

## Biographie
Romain Roussel arrive, à l'âge de sept ans, avec ses parents en Franche-Comté, où il passera toute sa vie. Plusieurs de ses romans sont consacrés à sa région d'adoption.
Pendant la Seconde Guerre mondiale, il reçoit la Francisque et exerce les fonctions de chef de cabinet à la Propagande et à l'Information aux côtés de Paul Marion qui a rang de ministre. Dans son Journal d'un républicain engagé (Fondation Varenne, 2019), le directeur de La Montagne, Alexandre Varenne, évoque à plusieurs reprises leurs rencontres. 
Installé à Générargues, dans le hameau de Blateiras au mas de l'Issart, il puise dès lors l'inspiration dans le « pays » et ses habitants, : il y écrit ainsi notamment L'Herbe d'avril et La Tête à l'envers. Il y accueille aussi le peintre Louis Neillot.

## Œuvre
- 1931 : Les Chemins des cercles, éditions Lemerre ; rééd. 1947 et [avec une notice biographique de l'auteur signée  Monique Roussel de Fontanès],  Les Éditions de Paris-Max Chaleil, 2001(Collection Littérature)
- 1937 : La Vallée sans printemps — Prix Interallié
- 1944 : L'Herbe d'avril – Prix Lucien-Tisserant (1945) de l'Académie française[10]
- 1946 : La Tête à l'envers, Plon, 1946 ; les 225 exemplaires numérotés constituant l'édition originale sont enrichis  d'un portrait de Romain Roussel, lithographie originale de Roger Schardner
- 1947 : Dieu est passé la nuit, nouvelles
- 1965 : Jacques Cœur le Magnifique — Prix Marie-Eugène-Simon-Henri-Martin (1965) de l'Académie française
- 1967 : La cathédrale dans la cité, éditions André Bonne, 1967